# Burg Beaufort (Libanon)
Die Burg Beaufort, auch Burg Belfort genannt, arabisch Qalʿat asch-Schaqīf Arnūn / قلعة شقيف أرنون, liegt auf etwa 650 m hoch über dem Fluss Litani im Südlibanon, gegenüber von Deir Mimas.

## Aufbau der Burg
Die Ostseite Beauforts ist durch einen senkrechten Felssturz zur Flussseite hin geschützt. Der Schutz der Nordseite besteht aus einem in den Fels gehauenen Graben. Ein zweistöckiger Donjon aus dem 12. Jahrhundert in der Mitte der Westseite schützt diesen Teil des Innenhofes. Zwischen 1190 und 1240 wurde auf der Nordseite ein arabisches Fort angebaut, das durch eine Mauer mit der Hauptburg verbunden ist.

## Geschichte
Die Festung wurde 1139 von König Fulko von Jerusalem erobert, der die Burg ausbauen ließ. Von der Burg aus ließ sich die Straße zwischen Tyros und Damaskus kontrollieren.
Die Grafen von Sidon hielten die Burg von 1139 bis 1190, ehe sie von muslimischen Truppen erobert wurde.
Beaufort war die einzige größere Kreuzritterburg, die der Eroberungswelle Saladins in den Jahren 1187 bis 1189 standhielt, der die Burg mehrmals belagerte. Dabei legte der Burgherr Rainald von Sidon noch Saladin herein, indem er die Übergabe versprach, die Burg indes jedoch heimlich reparierte. Am 22. April 1190 musste er die Burg schließlich doch, gegen freien Abzug der Verteidiger nach Tyrus, an Saladin übergeben.
Während des Kreuzzugs des Grafen Theobald IV. von Champagne erhielt Balian von Sidon die Burg 1240 vom Ayyubiden-Sultan von Damaskus as-Salih Ismail zurück, der sich dafür die Unterstützung der Kreuzfahrer gegen seinen Neffen as-Salih Ayyub, den Ayyubiden-Sultan von Ägypten, erhoffte. Entgegen dem Befehl ihres eigenen Sultans, weigerte sich die muslimische Besatzung der Burg diese den Christen zu übergeben, woraufhin as-Salih Ismail die Burg selbst mit seinem Heer belagerte und die Übergabe an die Kreuzfahrer erzwang. Auch andere Truppenteile des as-Salih Ismail weigerten sich an der Seite von Kreuzfahrern gegen Muslime zu kämpfen, so dass die Kreuzfahrer stattdessen schließlich im Winter 1240/41 ein Angebot des Sultans von Ägypten annahmen mit ihm gegen weitere Gebietsabtretungen ein Neutralitätsabkommen zu schließen. Zu diesem Zeitpunkt war die Burg bereits an die Christen übergeben und blieb in deren Besitz.
Als später die Mongolen das Umland der Burg verwüsteten, verkaufte Balian sie 1260 an den Templerorden, der weitere Ausbauten an der Burg vornahm.
Am 15. April 1268 ging die Burg den Kreuzfahrern endgültig verloren, als sie sich nach 10-tägiger Belagerung den Truppen der Mamelucken, die die Ayyubiden in Ägypten gestürzt hatten, unter Sultan Baibars I. ergeben mussten. Frauen und Kinder erhielten freien Abzug nach Tyrus, sämtliche Männer aber wurden versklavt. Die Burg selbst wurde von Baibars wieder instand gesetzt und mit einer starken Garnison belegt.
Im 17. Jahrhundert nutzte der libanesische Fürst Fakhr ad-Din II. die Burg als Teil seines Festungs-Netzwerkes. Fakhr ad-Din wurde schließlich von den Osmanen besiegt, die den oberen Teil der Burg zerstörten.
1782 eroberte der Gouverneur von Akkon die Burg und zerstörte einen Teil der verbliebenen Befestigung.
1837 wurden die Reste der Burg von einem Erdbeben schwer beschädigt. Fortan wurde die Burg als Steinbruch und Schafstall verwendet.
Die Restaurierung der Burg wurde 1920 unter der Französischen Mandatsverwaltung begonnen und nach 1943 vom nun unabhängigen Staat Libanon fortgesetzt.
Die strategische Lage der Burg, die den Ausblick über weite Teile des Südlibanons und Nordisraels ermöglicht, macht den Burgberg bis in die Gegenwart zum begehrten Zankapfel. 1982 hatte die 36. Division der israelischen Armee unter Avigdor Kahalani den Berg während des Libanonkriegs erobert. Im Jahr 2000 zog sie sich nach öffentlichen Protesten aus dem Südlibanon zurück. Diese militärische Aktion wird in dem israelischen Film Beaufort thematisiert. Die israelische Armee sah sich veranlasst, die Burg bei ihrem Abzug zu sprengen und so in ihrer historischen Substanz weitgehend zu zerstören. Appellen der UNO und der libanesischen Regierung, auf die Zerstörung zu verzichten, wurde nicht entsprochen.